# Торгердюр Катрин Гюннарсдоуттир
Торгердюр Катрин Гюннарсдоуттир (исл. Þorgerður Katrín Gunnarsdóttir; род. 4 октября 1965, Рейкьявик) — исландский политический деятель. Председатель правой партии «Возрождение» с 2017 года. Министр иностранных дел Исландии с 21 декабря 2024 года. В прошлом — министр рыболовства и сельского хозяйства Исландии (2017), министр образования, науки и культуры Исландии (2003—2009). Депутат альтинга в 1999—2013 годах и с 2016 года.

## Биография
Родилась 4 октября 1965 года в Рейкьявике, столице Исландии. Её родители: театральный актёр Гюннар Хафстейдн Эйольфссон (Gunnar Hafsteinn Eyjólfsson; 24 февраля 1926 — 21 ноября 2016), работавший в Национальном театре и Гвюдридюр Катрин Арасон (Guðríður Katrín Arason; 12 декабря 1926 — 27 марта 2025).
У Торгердюр Катрин Гюннарсдоуттир была сестра Каритас (Кая, Karitas “Kaja” Gunnarsdóttir; 27 июня 1960 — 16 октября 2022), руководитель офиса Министерства образования и культуры.
В 1985 году окончила среднюю школу в Сюнде (MS) в Рейкьявике.
В 1993 году окончила Исландский университет (HÍ), где изучала право.
В 1993—1994 годах работала в юридической фирме Lögmenn Höfðabakka (ныне MAGNA Lögmenn) в Рейкьявике.
В 1997—1999 годах работала заведующей отделом общественных и текущих событий в телерадиокомпании RÚV.
В 2013—2016 годах работала директором департамента образования и инноваций в Конфедерации исландских работодателей (Samtök atvinnulífsins, SA).

## Спортивная карьера
Играла за женскую гандбольную команду сначала клуба «Рейкьявик» (ÍR), затем клуба «Хабнарфьордюр» (FH). Там познакомилась с мужем, игравшем за мужскую гандбольную команду FH.
Вместе с мужем переехала в Германию, где супруги играли в гандбол за клуб «Гуммерсбах».
После завершения карьеры игрока, стала судьёй. В ноябре 1993 года стала первой женщиной-судьёй, отработавшей на матче исландской женской высшей лиги (Úrvalsdeild kvenna). В феврале 1994 года — мужской (Úrvalsdeild karla).

## Политическая карьера
По результатам парламентских выборов 1999 года избрана депутатом альтинга в избирательном округе Рейкьянес от Партии независимости. Член делегации Исландии в парламентском комитете Европейской ассоциации свободной торговли (ЕАСТ; председатель в 2002—2003 годах).
По результатам парламентских выборов 2003 года избрана депутатом альтинга в Южном избирательном округе от Партии независимости. Переизбрана на выборах 2007 и 2009 годов. Член комитета по иностранным делам в 2009—2010 годах, член совместного парламентского комитета «ЕС — Исландия» в 2010—2013 годах, член делегации Исландии в парламентском комитете ЕАСТ в 2009—2011 годах, член делегации Исландии в парламентских комитетах (ЕАСТ) и Европейской экономической зоны (ЕЭЗ) в 2011—2013 годах.
31 декабря 2003 года назначена министром образования, науки и культуры Исландии в коалиционном правительстве под руководством председателя Партии независимости Давида Оддссона, сменила Томаса Инги Ольриха. Сохранила должность в следующем коалиционном правительстве под руководством председателя Прогрессивной партии Хадльдоура Аусгримссона, затем в коалиционном правительстве под руководством председателя Партии независимости Гейра Хаарде и во втором кабинете Гейра Хаарде. Правительство Хаарде ушло в отставку 1 февраля 2009 года.
С 2005 по 2010 год была заместителем председателя Партии независимости. Ушла в отставку 17 апреля, после того, как 12 апреля опубликован доклад Следственной комиссии альтинга о причинах исландского банковского краха 2008 года, во втором томе которого указан кредит более чем в 1,6 млрд исландских крон, предоставленный её мужу.
В 2016 году покинула Партию независимости и присоединилась к новой партии «Возрождение» Бенедикта Йоуханнессона.
По результатам парламентских выборов 2016 года избрана депутатом альтинга в Южном избирательном округе от партии «Возрождение». Переизбрана на выборах 2017 и 2021 годов. Член комитета по иностранным делам с 2017 года, член совместного парламентского комитета «ЕС — Исландия» с 2022 года, заместитель председателя делегации Исландии в парламентских комитетах Европейской ассоциации свободной торговли (ЕАСТ) и Европейской экономической зоны (ЕЭЗ) с 2021 года, член комитета по иностранным делам.
11 января 2017 года назначена министром рыболовства и сельского хозяйства Исландии в коалиционном правительстве под руководством председателя Партии независимости Бьярни Бенедиктссона. Правительство ушло в отставку 30 ноября.
После отставки председателя партии «Возрождение» Бенедикта Йоуханнессона, 12 октября 2017 года избрана новым председателем партии.
На парламентских выборах 30 ноября 2024 года возглавила список партии в Юго-западном избирательном округе.
21 декабря назначена министром иностранных дел в коалиционном правительстве под руководством премьер-министра Криструн Фростадоуттир («Социал-демократический альянс»).

## Личная жизнь
Живёт в Хабнарфьордюре.
Муж — Кристьян Арасон (Kristján Arason; род. 23 июля 1961), в прошлом — известный гандболист, ныне — бизнес-аналитик. Был директором-распорядителем персонального банковского обслуживания крупного банка Kaupthing, который обанкротился в октябре 2008 году во время мирового экономического кризиса, национализирован, а из его активов создан Arion Bank.
Сын — Гисли Торгейр Кристьяунссон (Gísli Þorgeir Kristjánsson; род. 30 июля 1999) — известный гандболист, выступающий за немецкий клуб «Магдебург» и сборную Исландии.
У пары также есть сын Гюннар Ари (Gunnar Ari Kristjánsson; род. 1995) и дочь Катрин Эрла (Katrín Erla Kristjánsdóttir; род. 2003).